# Chorrera-Kultur
Die Chorrera-Kultur war eine präkolumbische archäologische Kultur am Unterlauf des Río Guayas in Ecuador. Sie bestand im Zeitraum 1300 bis 300 v. Chr. und bildete die Jüngere Formative Periode in der Geschichte Ecuadors.

## Typlokalität und geographische Verbreitung

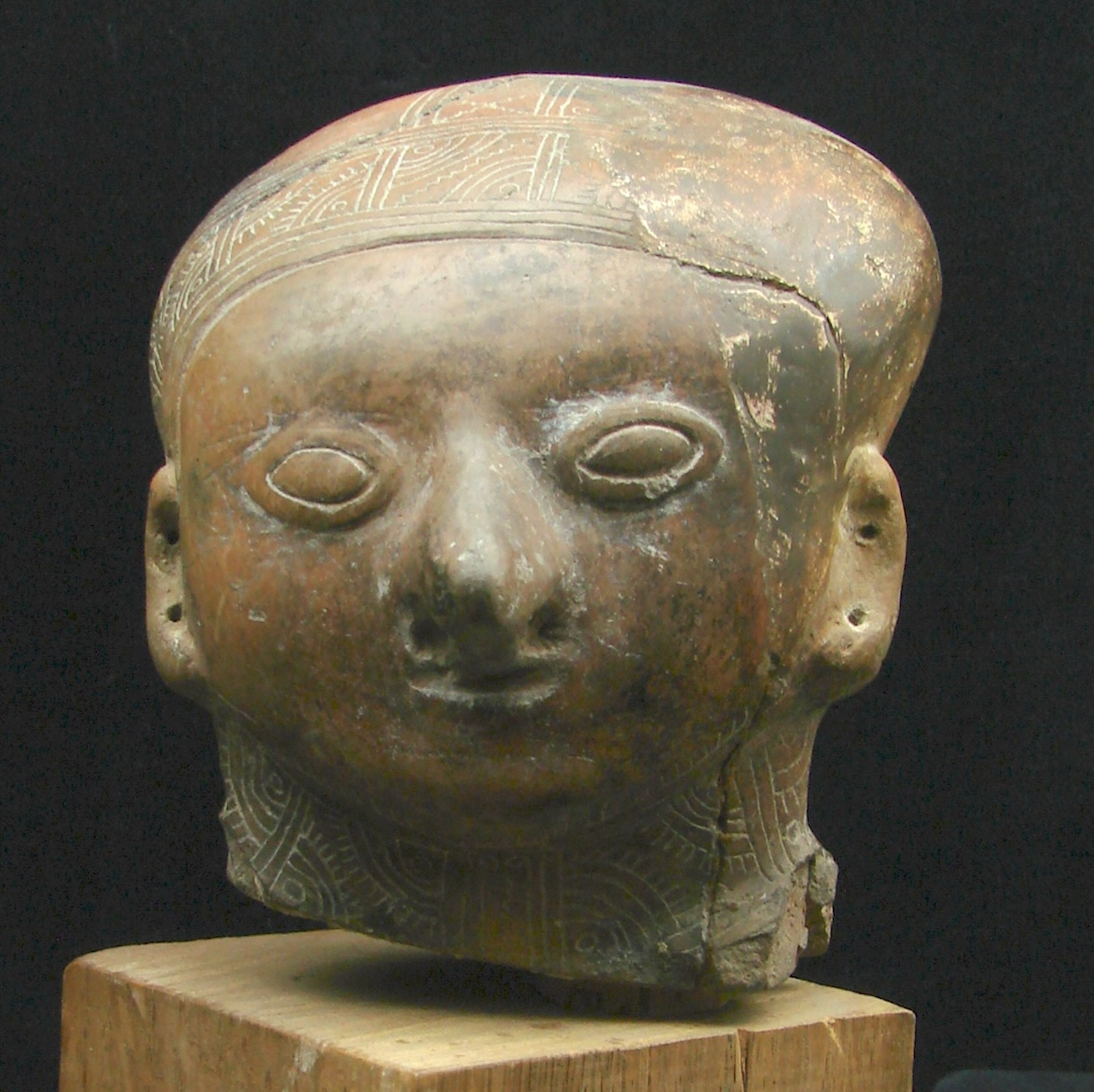
Statuette der Chorrera-Kultur mit Schädeldeformation, Musée des Jacobins in Auch

Die Chorrera-Kultur wurde nach ihrer eponymen Typlokalität La Chorrera benannt, welche am Río Babahoyo in der Provinz Guayas (Guayas-Becken) gelegen ist. Sie übte einen wichtigen Einfluss auf einen großen Teil Ecuadors, ja sogar bis zur Amazonas-Region hin aus.

### Regionale Varianten
Regionale Varianten der Kultur waren entlang der gesamten ecuadorianischen Pazifikküste anzutreffen und selbst die südkolumbianische Küstenregion wurde noch mit einbezogen (von Nord nach Süd):
- Mafa - nördliche Provinz Esmeraldas
- Tachina - südliche Provinz Esmeraldas
- Tabuchula - nördliche Provinz Manabí
- Engoroy - Santa-Elena-Halbinsel und Guayas-Küste
- Jubones (Frühstadium) - südöstliches Guayas und westliche Provinz Azuay
- Arenillas - Provinz El Oro

## Lebensweise
Die Existenz der Chorrera-Menschen basierte vorwiegend auf der Landwirtschaft. Angebaut wurden Achira (Canna), Arrowroot (Maranta arundinacea), Mais (Zea mays), Gartenbohne (Phaseolus vulgaris), aber auch Kalebassen und Kürbisse (Cucurbitaceae). Zur Proteinaufbesserung wurden die Früchte wildwachsender Bäume verzehrt, Sauergrasgewächse (Cyperaceae) und Palmfrüchte (Palmae) fanden ebenfalls Verwendung. Im Meer wurden Schalentiere wie z. B. Stachelaustern gesammelt.
Die Ansiedlungen hatten als Zentrum einen freien Platz, um den sich die auf künstlichen Aufschüttungen erbauten Wohnhäuser gruppierten. Der zentrale Platz diente als Markt, Versammlungsort und für religiöse Zeremonien.

## Handelsbeziehungen
Die Chorrera-Kultur hielt die während der Vorgängerkulturen geknüpften Handelsbeziehungen weiter aufrecht. So wurde aus dem Hochlandbecken von Quito stammender Obsidian gegen Muschelschalen von Austern (Spondylus) und anderen Muschelarten eingetauscht. Selbst mit Gold wurde in den letzten Jahrhunderten der Kultur Handel getrieben. Kontakte bestanden mit Chavín de Huántar in Nordperu und mit der Calima-Kultur Kolumbiens.

## Keramik und Kunstgegenstände

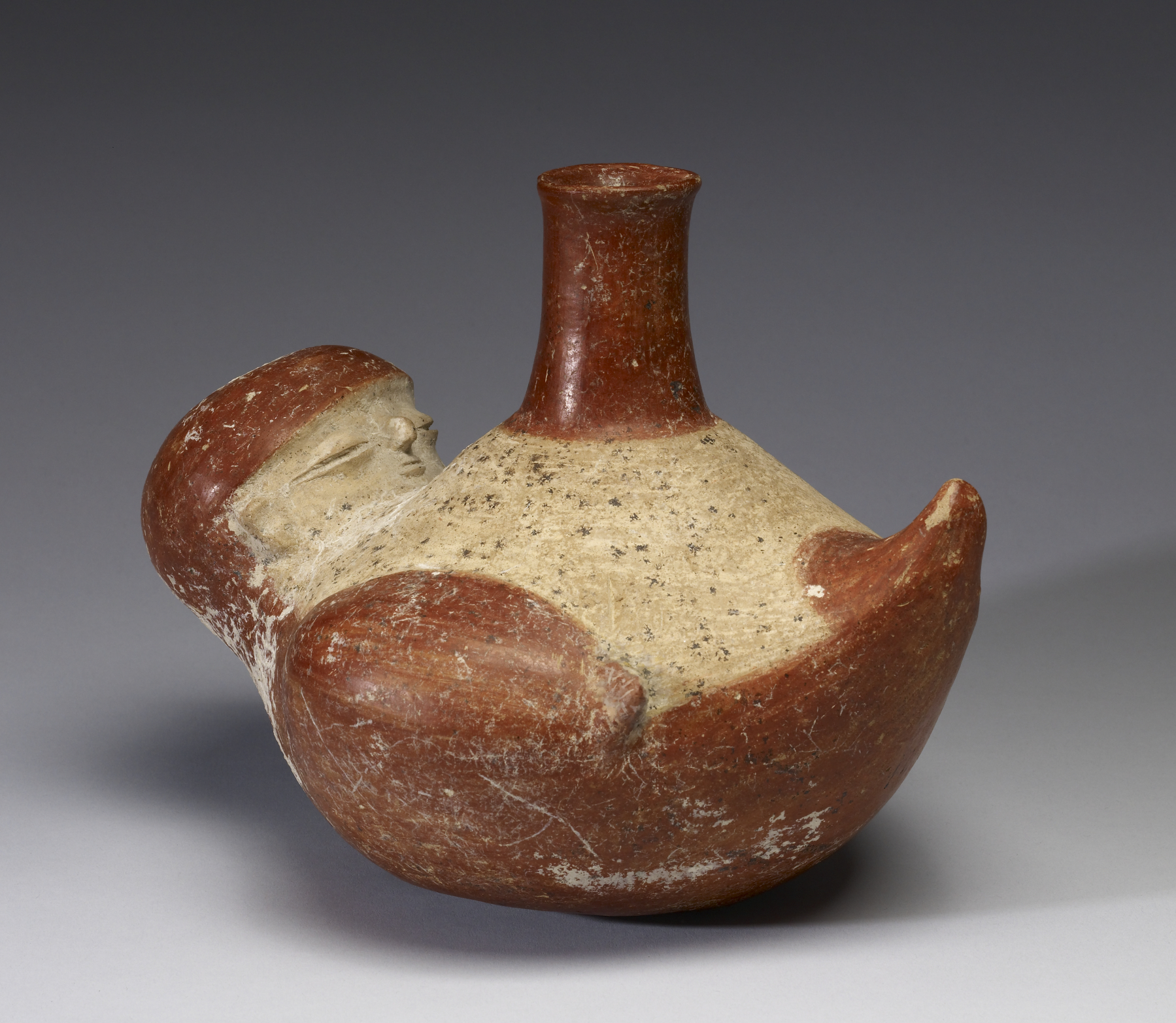
Gefäß mit liegender, anthropomorpher Tiergestalt

Gegenüber den Keramikprodukten der Vorläuferkulturen machten die Handwerker und Künstler der Chorrera-Kultur durch ihren sehr naturgetreuen und einheitlichen Stil große Fortschritte. Selbst einfaches Geschirr wurde reich verziert und mit figürlichen Tier- und Pflanzendarstellungen versehen, oft in Griff- oder Henkelfunktion. Generell geht die Entwicklung der Gefäße von einer reinen Gebrauchsfunktion hin zu einer rituellen bzw. zeremoniellen Funktion, wie dies auch in den vielen Statuetten und seltsam geformten Pfeifen zum Ausdruck kommt.

## Kultureller Niedergang
Im Jahr 476 v. Chr. brach der Pululahua nördlich von Quito aus, dessen Aschenregen sich über das westliche Tiefland Ecuadors ausbreitete. Die Chorrera-Kultur wurde von diesem katastrophalen Ereignis schwer in Mitleidenschaft gezogen, jedoch konnten Siedlungen im äußersten Norden und Süden noch einige Jahrhunderte weiter fortbestehen. Aus diesen Überbleibseln entwickelten sich dann ab 300 bis 200 v. Chr. die komplexer aufgebauten Kulturen der Periode regionaler Entwicklung.